# Bulbjerg

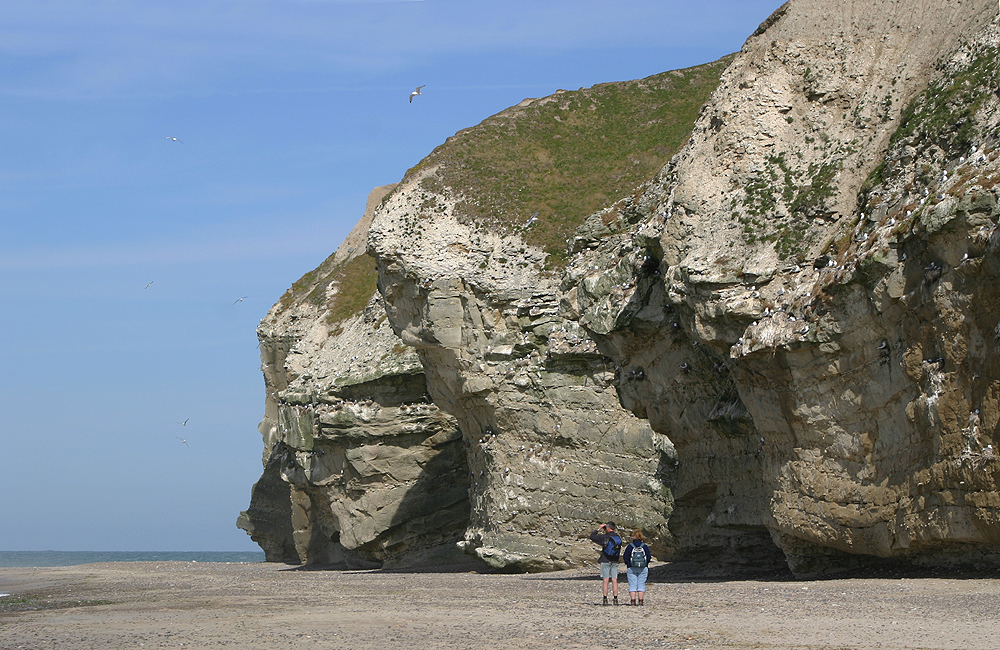
De Bulbjerg in 2004

De Bulbjerg is een kalkstenen rots aan het Skagerrak, in het noorden van het Deense schiereiland Jutland. De rots steekt ferm uit de kustlijn en heeft een hoogte van 47 meter.
Het is de enige rotsformatie in Jutland en het enige vogelklif op het Deense vasteland. De Bulbjerg ligt in het traditionele district Hanherred.

## Geschiedenis
De onderste lagen van de Bulbjerg zijn 65 miljoen jaar oud. Ze bestaan voornamelijk uit kalk van mosdiertjes uit het Danien. Aan de voet van de rots hebben zich fossielen (bijvoorbeeld zee-egels) verzameld.
De rots vormde tot ongeveer het begin van de jaartelling een eiland in de Littorinazee, die toen grote delen van het huidige schiereiland Thy bedekte. In die periode ontstonden de steile rotswanden in noordelijke en westelijke richting. Nadat de druk van de ijskap aan het einde van de laatste ijstijd afnam, begon het land rond de Bulbjerg zich langzaam boven het zeeniveau te verheffen (postglaciale opheffing); tot op heden stijgt Noord-Jutland gemiddeld 2 mm per jaar (20 cm in 100 jaar). Vervolgens zorgden de oceaanstromingen door aanvoer van materiaal ervoor dat de eilanden een aaneengesloten landmassa vormden. In de omgeving van de Bulbjerg zijn overblijfselen gevonden uit de steentijd en de bronstijd.
In de Vikingtijd was de Bulbjerg van groot belang als oriëntatiepunt, vooral voor schepen die vanuit de Aggersborg op weg waren richting Noordzee. In de twaalfde eeuw verzandde deze vaarweg echter en ontstond hier de Limfjord.
De Bulbjerg staat voortdurend bloot aan erosie. Door de beukende golven van de zee worden grote brokken kalksteen van de rots verzwolgen en vervolgens in stukken uitgespreid op het strand. Echter, ook de mens heeft in het verleden een aandeel in de afbraak gehad. Eeuwenlang werden krijtblokken uitgezaagd van de klif en gebruikt als bouwmateriaal ofwel verbrand tot calciumoxide. Voormalige bezoekers hebben hun namen uitgehouwen in het kalksteen, waaronder een 19e-eeuwse koning wiens naam nog steeds is te zien.
Tijdens de Duitse bezetting van Denemarken in de Tweede Wereldoorlog werd de Bulbjerg gebruikt als radarpost. Men bouwde een kleine betonnen vesting die nog steeds bestaat. Sinds 1996 is in een van de vele bunkers een museum ingericht met informatie over de Bulbjerg. Een strandhotel dat in 1907 bij de Bulbjerg werd gebouwd, werd aan het slot van de Tweede Wereldoorlog door de Duitsers opgeblazen.
Vanaf de Bulbjerg kan men bij helder weer Hanstholm zien liggen in westelijke richting, alsmede de vuurtoren van Rubjerg Knude in noordoostelijke richting.

## Skarreklit

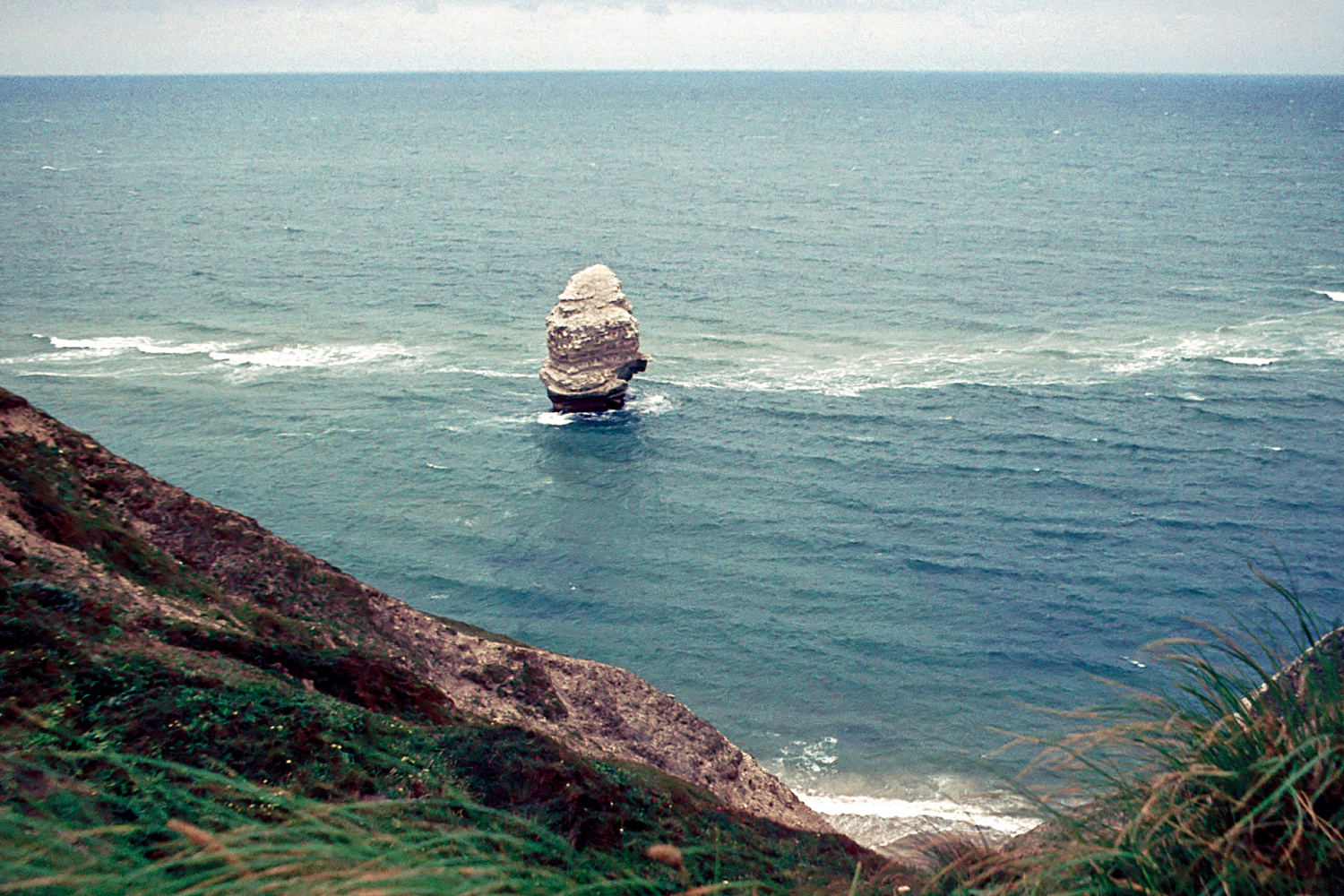
Skarreklit in 1977

130 meter van de Bulbjerg steekt de stomp van de voormalige rots "Skarreklit" uit de zee. Ooit maakte deze rotssectie deel uit van het vasteland, maar door zijn plaats in de branding is deze verbinding in de prehistorie reeds weggeërodeerd. Het zachte kalksteen van de rots is met het verloop van de tijd eveneens door erosie verdwenen, maar met zijn kern van vuursteen kon de rots de kracht van de golven weerstaan. De vrijstaande rotspunt kende een hoogte van 16 meter, tot hij instortte tijdens een herfststorm in de nacht van 19 september 1978. Volgens een oude legende zou de val van de rots het einde van de wereld markeren.
Vandaag de dag is de basis van de rots net onder het wateroppervlak nog te zien bij eb en kalme zee. "Skarreklit" is vermoedelijk vernoemd naar de hier veelvuldig voorkomende aalscholver (Deens: skarv, Jutlands: skar). Klit betekent 'duin' in het Deens, in het Jutlands ook wel 'klif'.

## Vogels

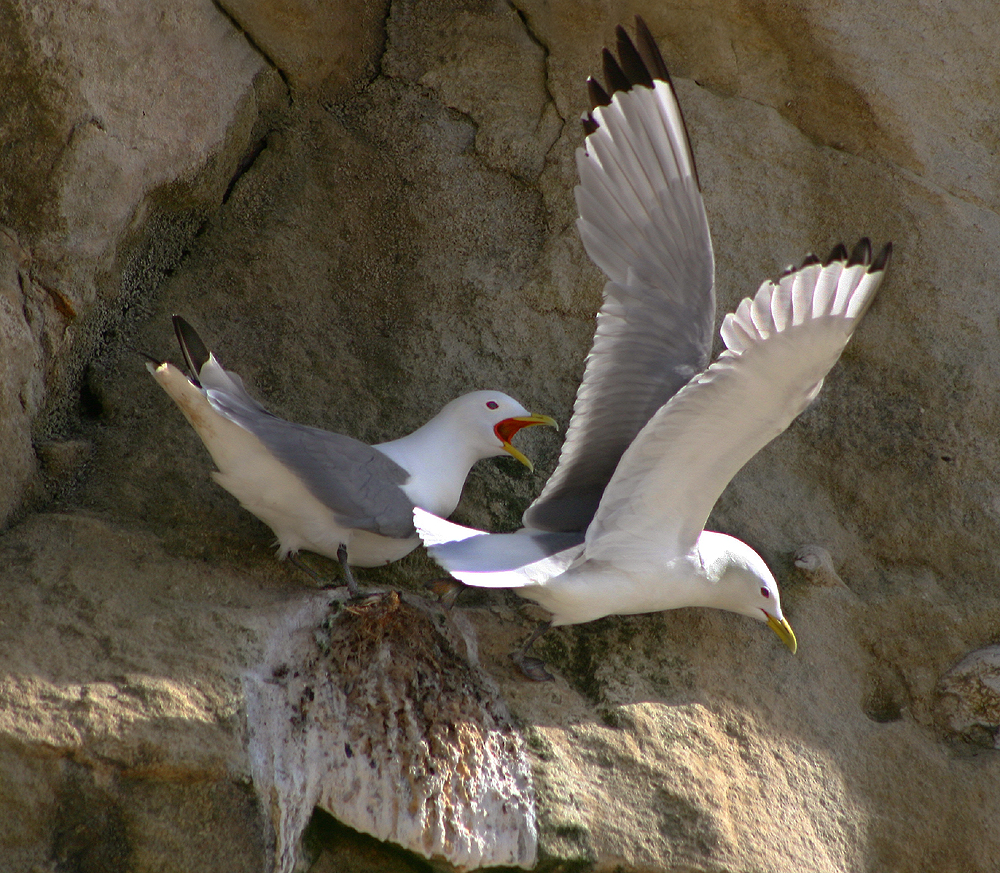
Drieteenmeeuwen op de Bulbjerg

De Bulbjerg is het enige vogelklif in Denemarken. In het voorjaar en de vroege zomer broedt hier de drieteenmeeuw (Rissa tridactyla). In 2008 werden er ongeveer 300 broedparen van deze soort geteld, die in Centraal-Europa verder alleen nog broedt op Helgoland. In 2000 broedde voor het eerst een Noordse stormvogel (Fulmarus glacialis) op de rots, maar sindsdien is deze soort er niet meer gesignaleerd.
Op en aan de Bulbjerg zijn ook de eidereend, de zwarte zee-eend en de aalscholver te vinden, alsmede genten, jagers, papegaaiduikers en andere zeevogels.